# Raul Gustavo
Raul Gustavo Pereira Bicalho, noto semplicemente come Raul Gustavo (Pedro Leopoldo, 24 aprile 1999), è un calciatore brasiliano, difensore del New York City.

## Caratteristiche tecniche
È un difensore centrale.

## Carriera
Cresciuto nel settore giovanile del Corinthians, debutta in prima squadra il 28 gennaio 2021 in occasione dell'incontro di Série A perso 2-1 contro il Bahia.
Il Corinthians ha annunciato il 19 giugno 2024 il trasferimento di Raul Gustavo al Ferencvaros, dall'Ungheria. A Timão non aveva spazio e non ha nemmeno preso parte alle partite. L'ultima partita risale al 23 aprile, contro l'Argentinos Juniors, quando finì per essere espulso per aver spintonato un assistente arbitrale. Laureato al Corinthians, lascia il club con 54 partite giocate e sei gol segnati.
Il 15 agosto 2025 viene ceduto a titolo definitivo al New York City, in MLS.

## Statistiche

### Presenze e reti nei club
Statistiche aggiornate al 15 agosto 2025.
| Stagione           | Squadra            | Campionato         | Campionato | Campionato | Coppe nazionali | Coppe nazionali | Coppe nazionali | Coppe continentali | Coppe continentali | Coppe continentali | Altre coppe | Altre coppe | Altre coppe | Totale | Totale |
| Stagione           | Squadra            | Comp               | Pres       | Reti       | Comp            | Pres            | Reti            | Comp               | Pres               | Reti               | Comp        | Pres        | Reti        | Pres   | Reti   |
| ------------------ | ------------------ | ------------------ | ---------- | ---------- | --------------- | --------------- | --------------- | ------------------ | ------------------ | ------------------ | ----------- | ----------- | ----------- | ------ | ------ |
| 2020               | Inter de Limeira   | A1/SP              | 0          | 0          |                 | -               | -               |                    | -                  | -                  |             | -           | -           | 0      | 0      |
| 2020               | Corinthians        | A1/SP+A            | 0+1        | 0          | CB              | 0               | 0               |                    | -                  | -                  |             | -           | -           | 1      | 0      |
| 2021               | Corinthians        | A1/SP+A            | 6+3        | 2+0        | CB              | 1               | 0               | CS                 | 3                  | 0                  |             | -           | -           | 15     | 2      |
| 2022               | Corinthians        | A1/SP+A            | 3+20       | 1+2        | CB              | 3               | 1               | CL                 | 7                  | 0                  |             | -           | -           | 33     | 4      |
| 2023               | Bahia              | A/CB+A             | 6+7        | 0+0        | CB+CN           | 0+5             | 0+0             |                    | -                  | -                  |             | -           | -           | 18     | 0      |
| gen-giu 2024       | Corinthians        | A1/SP+A            | 4+1        | 0+0        | CB              | 0               | 0               | CS                 | 1                  | 0                  |             | -           | -           | 6      | 0      |
| Totale Corinthians | Totale Corinthians | Totale Corinthians | 19+32      | 3+2        |                 | 4+5             | 1               |                    | 11                 | 0                  |             | -           | -           | 71     | 5      |
| 2024-2025          | Ferencváros        | NBI                | 12         | 1          | CU              | 3               | 0               | UCL+UEL            | 4+5                | 0+0                |             | -           | -           | 11     | 1      |
| ago.-dic. 2025     | New York City      | MLS                | -          | -          | USCup           | -               | -               |                    | -                  | -                  | LC          | -           | -           | -      | -      |
| Totale carriera    | Totale carriera    | Totale carriera    | 63         | 6          |                 | 12              | 1               |                    | 20                 | 0                  |             | -           | -           | 95     | 7      |

## Palmarès

### Club

#### Competizioni statali
- Campionato Baiano: 1

Bahia: 2023

#### Competizioni nazionali
- Campionato ungherese: 1

Ferencvaros: 2024-2025